# غينا ديميتروفا
غينا ديميتروفا (بالبلغارية: Гeна Димитpова) (ولدت 6 مايو 1941 وتوفيت 11 يونيو 2005) هي مغنية أوبرا بلغارية بطبقة سوبرانو. كان صوتها يتميز بالقوة والتمدد المستخدمة في أدوار أوبرالية مثل توراندوت خلال حياتها المهنية التي امتدت أربعة عقود.

## بداية حياتها المهنية
ولدت غينا ديميتروفا في قرية بيغليج البلغارية، التي تبعد نحو 25 كم من بليفين، في عام 1941. بدأت الغناء في جوقة المدرسة، وكان صوتها القوي السبب في دعوتها للدراسة في معهد صوفيا الموسيقي، حيثت دراست على يد خريستو برامباروف بين عامي 1959 و1964. صنفت في البداية كميزو-سوبرانو، إلى أنه أعيد تصنيفها كسوبرانو في السنة الثانية.
بعد إنهاء دراستها في معهد صوفيا الموسيقي، بدأت تعليم الغناء. كانت نقطة انطلاقها العملية في 1967 بتمثيل دور أبيغايل في إنتاج الأوبرا الوطنية البلغارية لنابوكو لجوزيبي فيردي بعد أن انسحاب مغنيتين أخرتين من أداء الدور.

## حياتها المهنية الدولية
فازت ديميتروفا في مسابقة صوفيا الدولية للغناء في عام 1970، تضمنت الجائزة الدراسة في كلية الدراسات العليا في لا سكالا.
كانت انطلاقتها الايطالية في دور توراندوت في تريفيزو في عام 1975، كما مثلت نفس الدور في لا سكالا في عام 1983 مع التينور بلاسيدو دومينغو من إنتاج فرانكو زيفيريلي. لها تسجيل فيديو بدور توراندوت في أرينا دي فيرونا من إنتاج عام 1983 مع نيكولا مارتينوتشي وسيسيليا غاسديا. في عام 1988، أدت نفس الدور في أوبرا متروبوليتان في نيويورك.
قالت ديميتروفا قال ذات مرة حول الدور: «توراندوت قد لا يكون الأداء المفضل لدي، لكنه يبرز الصوت بطريقة متميزة. إن الطريقة التي كتبت فيها الموسيقى تحتاج إلى صوت كالبوق لتعطيه حقه.»
كانت انطلاقتها في الولايات المتحدة في عام 1981، حيث أدت دور الفيرا في أوبرا إرناني. غنت في مركز باربيكان للفنون في لا جيوكوندا لبونشييلي في عام 1983، قبل أن تغني في كوفنت غاردن للمرة الأولى في نفس العام. عزت تأخر انطلاقتها لاحقا إلى «السياسة».
بعد اعتزالها المسرح في عام 2001، ظلت ديميتروفا نشطة في عملها مع المطربين الشباب. من أفضل طلابها مغنية السوبرانو ايلينا باراموفا.
توفيت ديميتروفا ميلانو في 11 يونيو 2005. بعد وفاتها، تعهدت الحكومة البلغارية بإنشاء صندوق يحمل لدعم المطربين الشباب الواعدين.

## وصلات خارجية
- غينا ديميتروفا على موقع IMDb (الإنجليزية)
- غينا ديميتروفا على موقع ميوزك برينز (الإنجليزية)
- غينا ديميتروفا على موقع أول ميوزيك (الإنجليزية)
- غينا ديميتروفا على موقع ديسكوغز (الإنجليزية)
- غينا ديميتروفا على موقع ديسكوغز (الإنجليزية)
- غينا ديميتروفا على موقع قاعدة بيانات الفيلم (الإنجليزية)

- الموقع الرسمي نسخة محفوظة 5 مارس 2005 على موقع واي باك مشين.
- مقالة في allmusic.com
- نيويورك تايمز - نعي
- صفحة المغنية على موقع نجوم الأوبرا البلغاري مع 4 مقاطع صوتية مختارة نسخة محفوظة 25 مايو 2017 على موقع واي باك مشين.